# Messa parodia
Una messa parodia è una messa, generalmente composta nel XVI secolo, che impiega voci multiple tratte da una composizione preesistente, come frammenti di mottetto o di una chanson profana, come parte di una linea melodica. Essa si distingue dagli altri due tipi di messa più importanti durante il Rinascimento, la messa ciclica e la messa parafrasi.

## Storia
"Parodia" non ha alcun significato di satira, come nel moderno senso di intendere. Mentre, in alcuni casi, vennero utilizzate canzoni oscene profane nella composizione delle messe, altrettanto spesso si impiegò musica sacra non liturgica, come mottetti, come base per la composizione di messe parodia. Invece di chiamarle  "messa parodia", qualcuno ha suggerito come termine più esatto quello di "messa imitazione", dal momento che il termine "parodia" si basa su una erronea lettura di un testo del tardo XVI secolo.
La messa parodia era un modello molto popolare nel corso del Rinascimento: soltanto Palestrina compose 51 messe parodia ed entro la prima metà del XVI secolo questo stile divenne dominante nella composizione delle messe. Il Concilio di Trento, in un documento datato 10 settembre 1562, vietò l'uso di musica profana, "... far in modo che nulla di profano si mescoli ... bandire dalla Chiesa tutta la musica che contiene, sia nel canto che nel suono dell'organo, le cose che sono lascive o impure". Comunque la riforma venne recepita quasi soltanto in Italia; in Francia, un cambiamento del gusto musicale aveva già apportato molti dei cambiamenti dettati dai membri del Concilio mentre in Germania vennero largamente ignorati.
Nella sua definizione classica, il termine messa parodia si applica solo alle messe, dove viene usato un frammento polifonico. Messe che incorporano una sola voce della fonte polifonica, non trattata come un cantus firmus, ma elaborata e spostata tra le diverse parti, sono note come messa parafrasi.
La tecnica della parodia comprende l'aggiunta o la rimozione di voci dal pezzo originale, l'aggiunta di frammenti di materiale nuovo o il solo utilizzo del frammento all'inizio di ogni parte della messa. Nella sua colossale opera in 22 volumi El melopeo y maestro del 1613, il teorico musicale italiano Pietro Cerone ha dato alcune linee guida generali per la scrittura di una messa parodia: ciascuna delle sezioni principali della messa dovrebbe iniziare con l'inizio della fonte, la sezione interna del Kyrie dovrebbe usare un motivo secondario, e alcune parti, ad esempio il secondo e il terzo Agnus Dei, non dovrebbe essere legato al modello, ma essere liberamente composto. Cerone ha raccomandato inoltre l'utilizzo di quante più idee musicali possibili tratte dalla fonte.
Alcuni dei primi esempi di messa parodia comprendono la Missa Malheur me bat, la Missa Mater Patris e la Missa Fortuna desperata di Josquin Des Prez, oltre alla Missa de Dringhs di Antoine Brumel. Dalla metà del XVI secolo, la maggior parte delle messe composte utilizzavano la tecnica della messa parodia.